# REF Holdings
REF Holdings Limited，簡稱REF Holdings（港交所：1631），在2010年由劉文德（主席及非執行董事），於香港總部成立「緯豐財經印刷有限公司」（REF Financial Press Limited）。
業務在香港經營高質量財經印刷產品及服務，包括處理首次公開售股章程、財務報告、通函、公告及其他財經文件。
股份則在2015年9月25日於港交所創業板上市，當時代碼為8177.HK。配售價格為0.7至0.8港元之間，配售股份數目為6400萬股，而集資額為3050萬港元。
而在上市首天，收盤報為2.2港元，較配售價高出1.93倍。
2017年6月20日，該股份轉往主板上市。

## 外部連結
- ref.com.hk（页面存档备份，存于）
- refholdings.com.hk